# Fleischhof

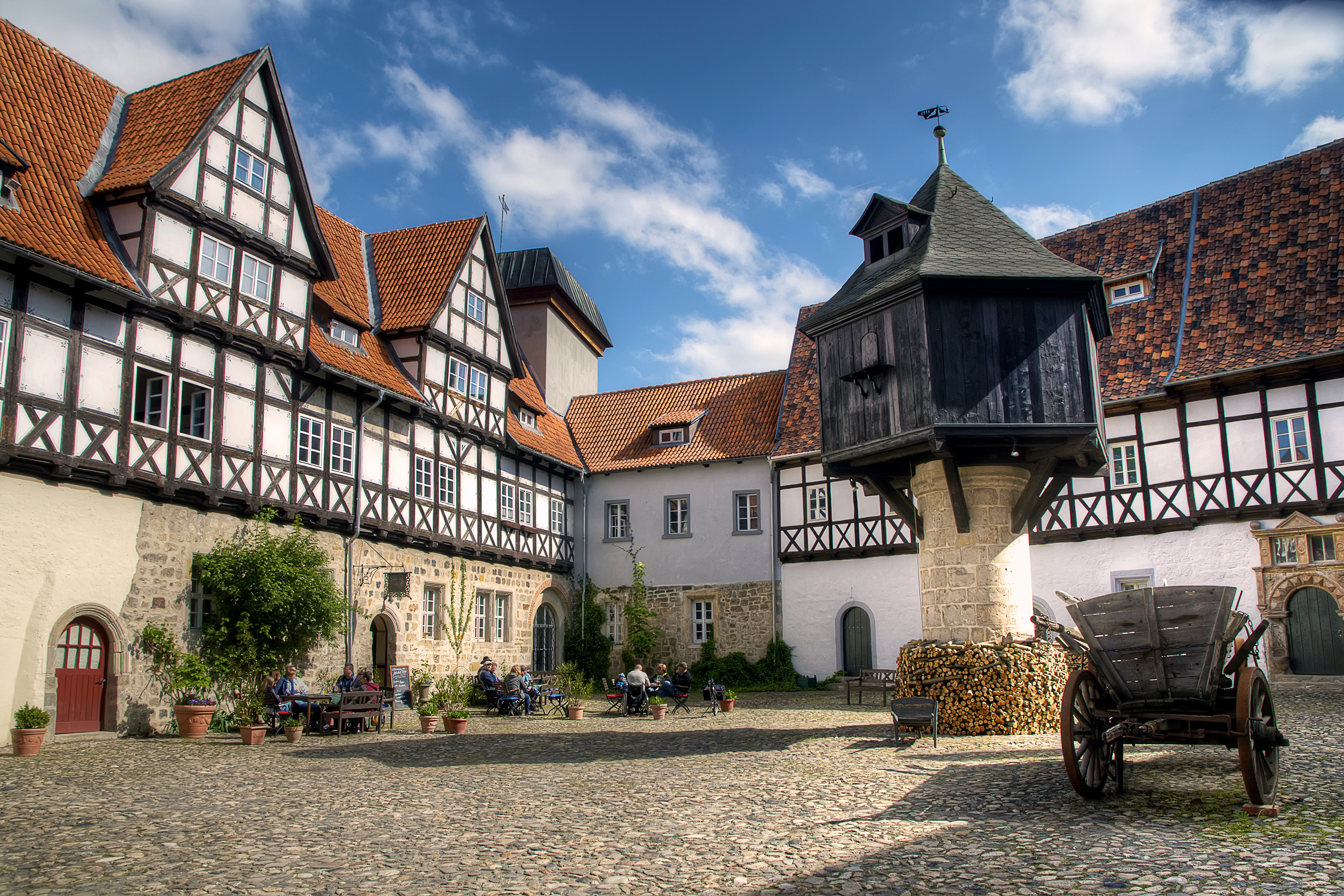
Innenhof nach Süden, 2015

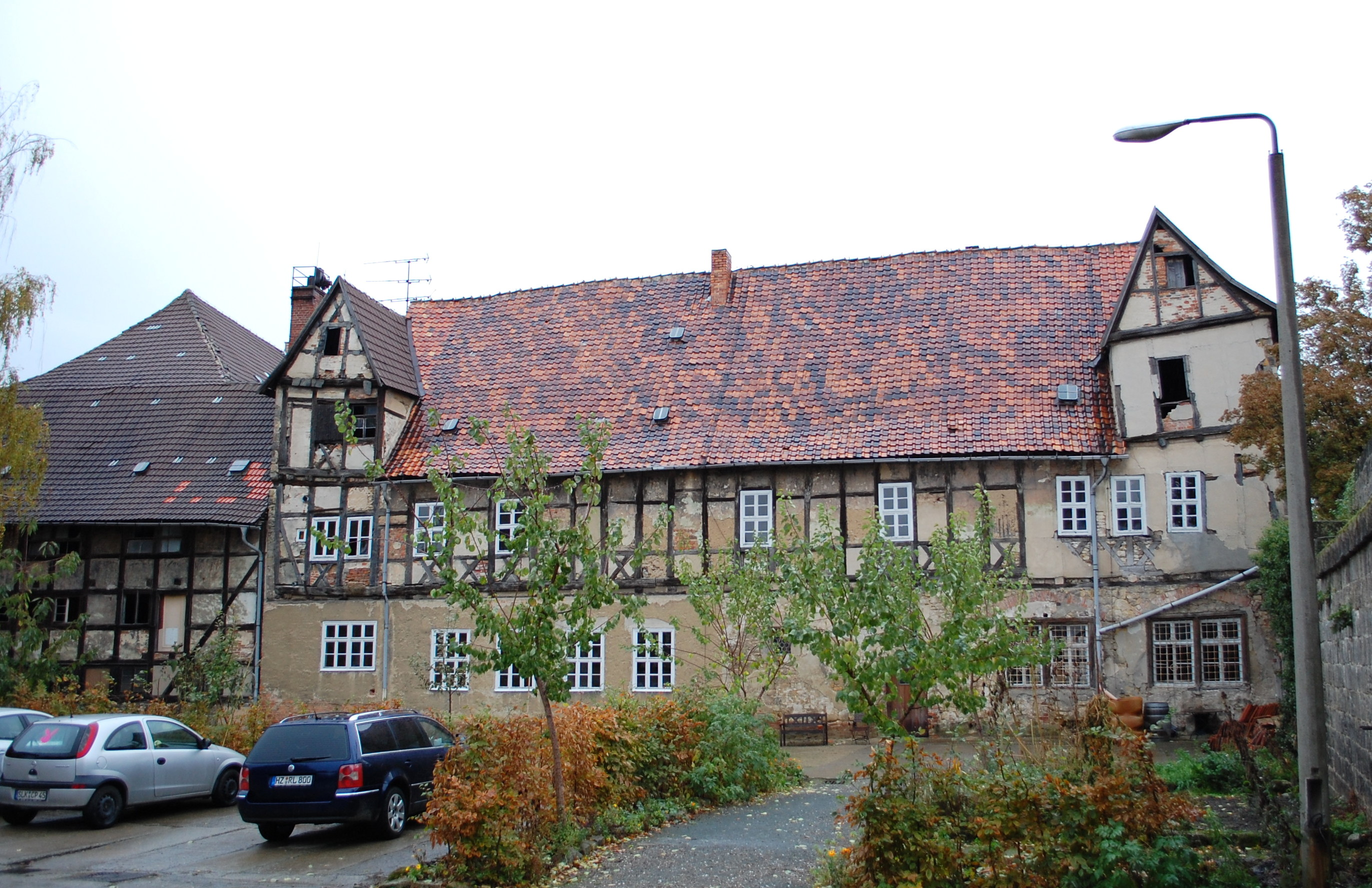
Westflügel vom Nachbarhof in östlicher Richtung, 2012

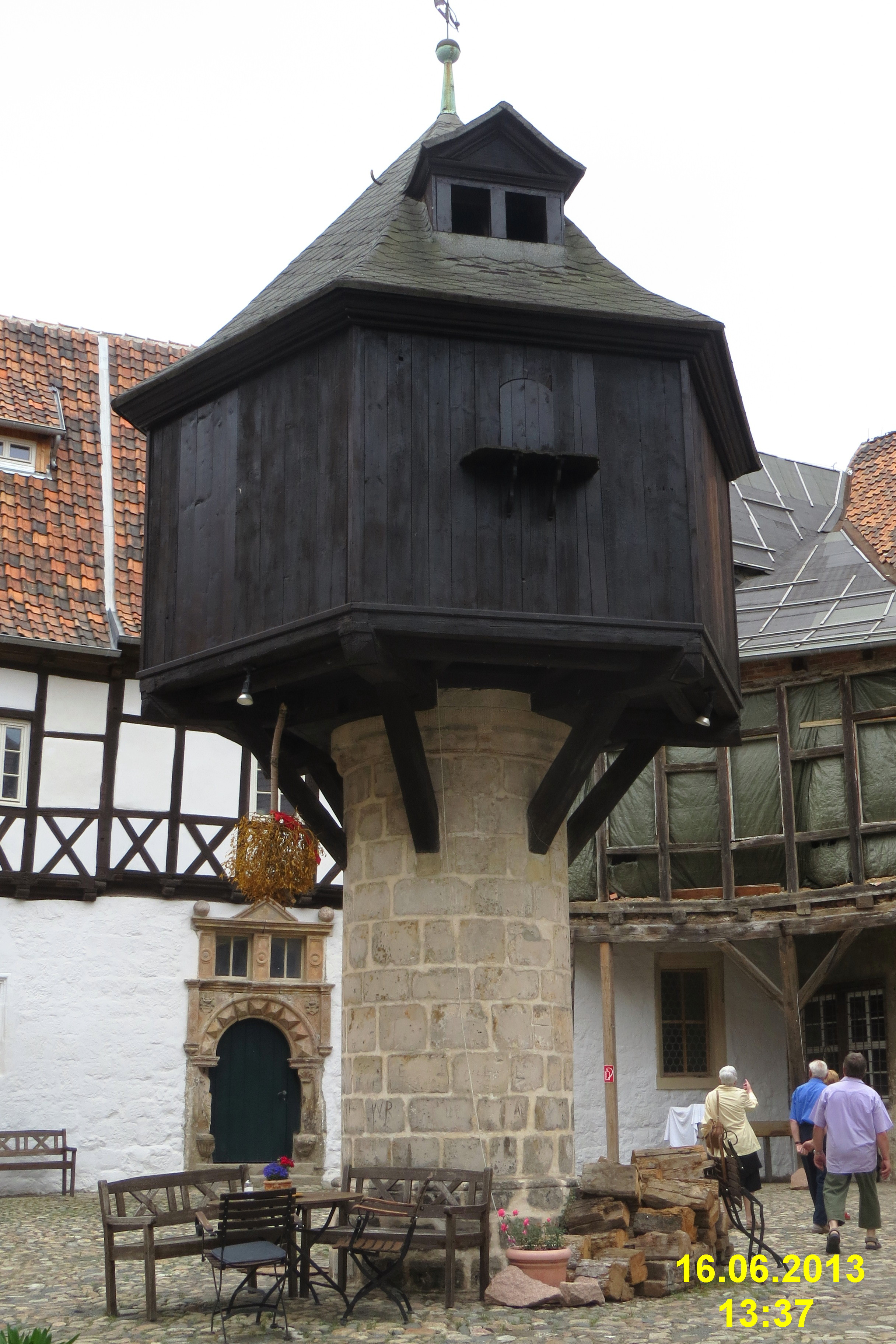
Taubenturm im Hof

Der Fleischhof ist eine denkmalgeschützte Hofanlage in der Stadt Quedlinburg in Sachsen-Anhalt. Sie wurde im Spätmittelalter als Wirtschaftskomplex und seit Mitte des 16. Jahrhunderts als Freihof verwendet.
Die Bezeichnung als „Fleischhof“ ist im Quedlinburger Stadtbuch (curia carnificium) bereits zu Anfang des 14. Jahrhunderts überliefert. Die Deutsche Stiftung Denkmalschutz vermutet, der Name komme daher, dass die ehemals in der Nähe residierende Fleischergilde die kühlen Gewölbe der Hofanlage nutzten.

## Lage
Der Hof befindet sich im südlichen Teil der historischen Quedlinburger Altstadt an der Adresse Wordgasse 4. Südlich wird der Hof von der Stadtmauer der historischen Stadtbefestigung Quedlinburgs begrenzt. Die Anlage ist im Quedlinburger Denkmalverzeichnis in die Kategorie „Kaufmannshof“ einsortiert, obwohl er bis 1815 als (freier) Adelshof für Bedienstete des Stiftes fungierte. Wie die gesamte Altstadt Quedlinburg gehört der Hof zum UNESCO-Weltkulturerbe.

## Architektur und Geschichte
Der Hof war im Besitz der Grafen von Regenstein, bis sie diesen und einen weiteren 1287 an die Stadt verkauften. Erstmals erwähnt wurde der Name „Fleischhof“ urkundlich 1316. Der Hof wurde bis 1320 als Lehnsgut des unweit gelegenen Stifts betrieben und gelangte dann in den Besitz der Stadt Quedlinburg. Diese verpachtete auf dem Hof insgesamt 30 Fleischbänke. Von den 30 Fleischbänken waren 13 im Besitz von Einrichtungen (Klöstern, Pfarreien). Mitte des 16. Jahrhunderts erwarb Hans von Wulffen (1518–1581) den Hof und baute ihn zu einem Freihof aus, indem er und seine Verwandten in den Jahren 1566 und 1580 Wohn- und Speichergebäude errichten ließen. 1616 wurde ein weiterer Bau errichtet. Neuer Besitzer wurde nach 1610 und vor 1620 Sigfridt von Hoym. Die sehr großen Häuser wurden in Fachwerkbauweise errichtet. Bemerkenswert ist ein erhaltenes Renaissanceportal. An der südöstlichen Ecke des Hofs ist der zur Stadtbefestigung gehörende Fleischhofturm in die Hofanlage einbezogen.
Innerhalb des auf einem unregelmäßigen Grundstück angelegten Hofs befindet sich ein Taubenturm.
Ältestes erhaltenes Gebäude ist der Westflügel, dessen Mauern und Dachwerk aus der Mitte des 16. Jahrhunderts stammen. Oberhalb des Portals findet sich in einer Inschrift die Jahreszahl 1567 sowie die Kürzel „H. V. W.“ und „E. v. P.“ die den Bau als Wohnhaus für Hans von Wulfen und Elisabeth von Plotho ausweisen. Das überbaute Giebelfeld des südöstlichen Zwerchhauses trägt die Jahreszahl 1566. An der westlichen Giebelseite erfolgte eine Überbauung der in ihrem Kern aus dem Mittelalter stammenden Stadtmauer. Unterhalb des südlichen Teils des Flügels befindet sich ein ebenfalls aus der Bauzeit des Hauses stammender gratgewölbter Keller.
In späterer Zeit erfolgten im Gebäudeinneren weitgehende Umbauten die zu einer weitgehend veränderten Raumaufteilung führten. Beeindruckend sind die Barockmalereien des 17. Jahrhunderts im sogenannten Rittersaal des Westflügels.
Im Zeitraum zwischen dem Ersten Weltkrieg und 1938, vermutlich zwischen 1925 und 1935, erfolgte ein weiterer Umbau. Es wird angenommen, dass diese baulichen Veränderungen durch den Samenhändler Carl Sperling vorgenommen wurden, nach dem er den Hof von seinem Vater Walter Sperling übernommen hatte. Das Erdgeschoss des nördlichen Gebäudeflügels wurde abgerissen. An seine Stelle trat ein Neubau, der in seinem Inneren durch Wände in massiver Bauweise in gleich große Räume unterteilt ist. Der Keller wurde um 30 Zentimeter vertieft und mit einer Stahlkonstruktion überbaut. Die beiden Schildwände des Gebäudes wurden komplett neu aufgemauert. Soweit sie noch bestanden haben sollten, wurden in diesem Zeitraum auch die Schornsteine aus der Zeit des 16. Jahrhunderts abgerissen. 1948 gab die Familie Sperling ihren Sitz in Quedlinburg auf und die Gebäude verfielen zunehmend.
Das Renaissance-Portal des Südflügels ist auf 1595 datiert und besitzt zwei Oberlichter und Sitznischen seitlich. Die beiden Vollwappen mit Initialen verweisen auf „G. V. K.“ = Gebhard von Kneitlingen zu Dedeleben und seine Frau „E. V. W.“ = Elisabeth von Wulffen, der Tochter des oben genannten Hans von Wulffen.
Im Jahr 1988 begannen Restaurierungsarbeiten am Fleischhof, diese wurden mit der Wende 1990 wegen unklarer Besitzverhältnisse unterbrochen und erst ab 2010 wieder mit Sicherungsarbeiten fortgesetzt. Im Rahmen der Restaurierungsarbeiten wurde der Fleischhof umfassend saniert und in das Deutsche Fachwerkzentrum Quedlinburg integriert. Das Deutsche Fachwerkzentrum ist ein Museum, das sich der Geschichte und Kultur des Fachwerkbaus in Quedlinburg widmet. Im Fleischhof werden heute Ausstellungen und Veranstaltungen rund um das Thema Fachwerk gezeigt.
Zurzeit (Stand 2023) erfolgt eine Sanierung des gesamten Anwesens mit Hilfe verschiedener Stiftungen. Die Anlage kann besichtigt werden.
Im Denkmalverzeichnis des Landes Sachsen-Anhalt ist der Gebäudekomplex unter der Erfassungsnummer 094 45790 als Baudenkmal verzeichnet.